# Bruno Abakanowicz
Bruno Abdank-Abakanowicz (6 tháng 10 năm 1852 - 29 tháng 8 năm 1900) là nhà toán học, nhà phát minh và kỹ sư kỹ thuật điện người Ba Lan.

## Cuộc đời
Abakanowicz sinh năm 1852 tại Đế quốc Nga (nay là Litva). Sau khi tốt nghiệp Đại học Bách khoa Riga, Abakanowicz thi đỗ chứng chỉ Habilitation (một văn bằng công nhận cá nhân đủ năng lực, tư cách để hướng dẫn và làm nghiên cứu) và bắt đầu làm trợ giảng tại Đại học Kỹ thuật Lwów. Năm 1881, ông chuyển đến Pháp và mua một biệt thự ở Công viên Saint-Maur-des-Fossés, ngoại ô Paris.
Trước đó, ông đã phát minh ra intergraph, một dạng của mạch tích phân (integrator) và được cấp bằng sáng chế vào năm 1880, được công ty Coradi của Thụy Sĩ đưa vào sản xuất. Ngoài ra, ông còn phát minh parabolagraph, spirograph, chuông điện dùng trong xe lửa và đèn hồ quang điện do ông tự thiết kế. Abakanowicz xuất bản nhiều tác phẩm về mảng thống kê, integrator và nhiều tác phẩm khoa học khác. Ông cũng được chính phủ Pháp thuê làm chuyên gia về điện khí hóa và là kỹ sư kỹ thuật chính của thành phố Lyon và nhiều thành phố khác. Ông ngày càng giàu có và nhận huân chương Bắc Đẩu Bội tinh năm 1889.

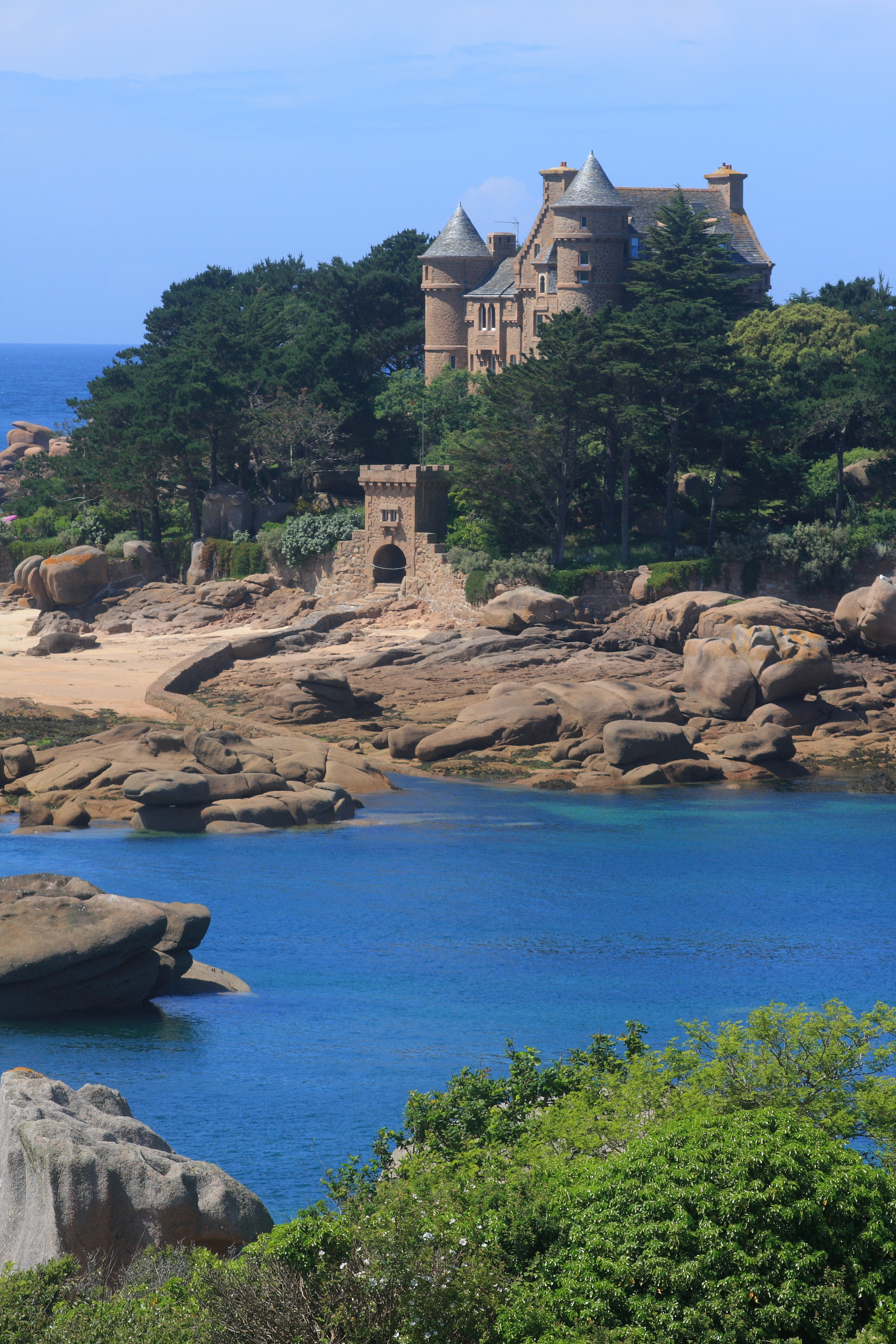
Lâu đài Costaérès

Ông nghỉ hưu tại một hòn đảo nhỏ ở Trégastel, ngoài khơi bờ biển Bretagne và cho xây dựng một trang viên theo kiến trúc Phục hưng. Mặc dù công trình xây dựng không được hoàn thành lúc Abakanowicz sinh thời, nhưng lâu đài Costaérès đã trở thành một trung tâm văn hóa nổi tiếng của Ba Lan.
Về quốc tịch của Abakanowicz, ông sinh ra vùng đất từng là một phần của Khối thịnh vượng chung Ba Lan-Litva. Một số tài liệu sau này gọi ông là người Nga vì vào thời điểm ông sinh ra, Ukmergė là một phần của Đế quốc Nga. Encyclopædia Britannica gọi ông là nhà toán học Litva trong bài báo nói về integraph. Nhiều người cho rằng ông người Ba Lan do ông rất thông thạo ngôn ngữ Ba Lan, và ông kết bạn với nhiều nhân vật hàng đầu của Ba Lan thời bấy giờ, và những đóng góp văn học bằng tiếng Ba Lan.

## Tác phẩm
- Les intégraphes. La courbe intégrale et ses applications, Paris, Gauthier-Villars, 1886. Dịch sang tiếng Đức là Die Integraphen. Die Integralkurve und ihre Anwendungen, Leipzig, Teubner, 1889.